# Obtenteur
Dans le domaine de la semence (en agriculture, sylviculture, horticulture, viticulture, etc), l'obtenteur est le paysan, l'agriculteur, ou l'établissement agricole public ou privé qui a produit par hasard ou par sélection volontaire un cultivar (plante suffisamment « stable », homogène et distincte dans son espèce des autres variants pour qu'on puisse la considérer comme une variété nouvelle). 
Pour l'UPOV, une variété est réputée nouvelle si, « à la date de dépôt de la demande de droit d'obtenteur, du matériel de reproduction ou de multiplication végétative ou un produit de récolte de la variété n'a pas été vendu ou remis à des tiers d'une autre manière, par l'obtenteur ou avec son consentement, aux fins de l'exploitation de la variété ; 
1) sur le territoire de la Partie contractante auprès de laquelle la demande a été déposée, depuis plus d'un an et 
2) sur un territoire autre que celui de la Partie contractante auprès de laquelle la demande a été déposée, depuis plus de quatre ans ou, dans le cas des arbres et de la vigne, depuis plus de six ans ». 
Depuis 1961, à la suite de la convention dite UPOV, la législation tend à évoluer dans le monde pour protéger les droits juridiques et commerciaux de propriété intellectuelle des obtenteurs, au détriment de nombreux agriculteurs qui n'ont plus la possibilité de librement reproduire et commercialiser les semences et variétés dites anciennes, ou les semences inscrites sur le catalogue (démarche coûteuse et nécessitant des moyens dont ne disposent pas les petits paysans). Ils doivent payer un droit à l'obtenteur à chaque semis (ou achat de graines ou plants).

Cette convention UPOV impose que la « durée de la protection » du droit d'obtenteur soit fixée pour « une durée définie », qui « ne peut être inférieure à 20 années, à compter de la date d'octroi du droit d'obtenteur. Pour les arbres et la vigne, cette durée ne peut être inférieure à 25 années, à compter de cette date ».

## Avantages, limites et critiques du concept

### Avantages
L'avantage et intérêt de protéger sur une longue durée des droits des obtenteurs est – selon les semenciers – de leur garantir des revenus à long terme, qui les incitent à financer des travaux dits d'« amélioration végétale » se traduisant par l'obtention de variétés nouvelles commercialisables, améliorées…

### Inconvénients
Les principales critiques faites aux systèmes développés depuis 1961 de protection des droits des obtenteurs (UPOV) sont :
- qu'ils ne tiennent pas compte du travail de sélection de milliers de générations d'agriculteurs et jardiniers, un semencier pouvant s'approprier une grande partie du bénéfice de ce travail, le privatiser et marchandiser, ce qui est parfois assimilable à de la biopiraterie…
- qu'ils encouragent le brevetage, la commercialisation et la privatisation du vivant, avec d'éventuels effets pervers et collatéraux jugés incompatibles avec l'intérêt général par de nombreuses ONG ;
- qu'ils ont encouragé le développement de variétés hybrides (non reproductibles, qui rendent les agriculteurs et jardiniers de plus en plus dépendants des semenciers) et de systèmes de protection destructeurs de biodiversité, de diversité génétique et interdisant la commercialisation des variétés anciennes non déclarées au catalogue officiel des espèces et variétés, à une période critique où face aux menaces de changements climatiques la biodiversité agricole constitue une sécurité pour l'agriculture de demain.

#### ONG
- semencemag.fr Magazine en ligne, traitant de l'impact de la recherche en amélioration des plantes sur notre vie quotidienne.
- Réseau Semences paysannes Réseau d'organisations paysannes œuvrant à la préservation de la biodiversité